# Stanley Donen
Stanley Donen (n. 13 aprilie 1924, Columbia, Carolina de Sud, SUA – d. 21 februarie 2019, New York City, New York, SUA) a fost un regizor american și coregraf. Este celebru pentru Singin' in the Rain și On the Town, ambele regizate în colaborare cu actorul și dansatorul Gene Kelly. Alte filme notabile regizate de  Stanley Donen sunt Royal Wedding, Seven Brides for Seven Brothers, Funny Face, Indiscreet, Damn Yankees!, Charade și Two for the Road.

## Filmografie
- On the Town (1949)
- Royal Wedding (1951)
- Love Is Better Than Ever (1952)
- Cântând în ploaie (1952)
- Fearless Fagan (1952)
- Give a Girl a Break (1953)
- Șapte mirese pentru șapte frați (1954)
- Deep in My Heart (1954)
- It's Always Fair Weather (1955)
- Funny Face (1957)
- The Pajama Game (1957)
- Kiss Them for Me (1957)
- Indiscreet (1958)
- Damn Yankees (1958)
- Once More, with Feeling! (1960)
- Surprise Package (1960)
- The Grass Is Greener (1960)
- Șarada (1963)
- Arabesque (1966)
- Two for the Road (1967)
- Bedazzled (1967)
- Staircase (1969)
- The Little Prince (1974)
- Lucky Lady (1975)
- Movie Movie (1978)
- Saturn 3 (1980)
- Blame It on Rio (1984)
- Love Letters (1999)

## Legături externe
- Stanley Donen la Internet Movie Database
- en Stanley Donen la Internet Broadway Database
- en Stanley Donen la Internet Off-Broadway Database
- Stanley Donen la TCM Movie Database